# Wojciechów (powiat oleski)
Wojciechów (niem. Albrechtsdorf) – wieś w Polsce, położona w województwie opolskim, w powiecie oleskim, w gminie Olesno. Z miejscowością związany jest przysiółek Osiedle Wojciechów, natomiast w jej obrębie wyróżniona jest administracyjnie jedna część – Borki.
Od 1 grudnia 1945 do 3 października 1954 w granicach miasta Olesna.
W latach 1975–1998 miejscowość należała administracyjnie do województwa częstochowskiego.

## Nazwa
Spis geograficzno-topograficzny miejscowości leżących w Prusach z 1835 roku, którego autorem jest J.E. Muller notuje zniekształconą, polską nazwę miejscowości Woicicchow i niemiecką Albrechtsdorf.
1 grudnia 1945 r. nadano miejscowości polską nazwę Wojciechów.

## Demografia
W 1885 r. w miejscowości i majątku rycerskim mieszkało 857 osób, w 1925 r. – 1002 osoby, a w 1933 r. – 979.

## Historia
Do głosowania podczas plebiscytu uprawnionych było w Wojciechowie 497 osób, z czego 365, ok. 73,4%, stanowili mieszkańcy (w tym 361, ok. 72,6% całości, mieszkańcy urodzeni w miejscowości). Oddano 494 głosy (ok. 99,4% uprawnionych), w tym 494 (100%) ważnych; za Polską głosowało 248 osób (ok. 50,2%), a za Niemcami 246 osób (ok. 49,8%). W majątku rycerskim wyniki przedstawiały się następująco: uprawnionych było 145 osób, z czego 123, ok. 84,8%, stanowili mieszkańcy (w tym 122, ok. 84,1% całości, mieszkańcy urodzeni w miejscowości). Oddano 142 głosy (ok. 97,9% uprawnionych), w tym 142 (100%) ważne; za Niemcami głosowało 105 osób (ok. 73,9%), a za Polską 37 osób (ok. 26,1%).
6 kwietnia 1945 Ministerstwo Bezpieczeństwa Publicznego utworzyło Centralne Obozy Pracy. Obóz MBP nr 198, powstały w Dobrzeniu miał status obozu przejściowego, następnie został przekształcony w obóz pracy. Przetrzymywano w nich Ślązaków i Niemców oraz byłych członków SS. Do obozu trafiali także powracający do Polski żołnierze armii Andersa, którzy wstąpili do niej po dezercji z Wehrmachtu, do którego wcielono ich wcześniej w ramach volkslisty.
W latach 1945–1954 w granicach Olesna.